# OMC (Japan)
OMC is een historisch merk van motorfietsen.
OMC stond voor: Orange Boulevard Motorcycle Company. 
Japans bedrijfje van Takao Fujii dat diverse specials bouwde, zoals motorfietsen op basis van Bimota-frames en SOS-racers.
- Andere merken met de naam OMC, zie OMC (Budrio) - OMC (Gerace Marina) - OMC (Londen).